# Cutler (Illinois)
Cutler es una villa ubicada en el condado de Perry en el estado estadounidense de Illinois. En el Censo de 2010 tenía una población de 441 habitantes y una densidad poblacional de 363,05 personas por km².

## Geografía
Cutler se encuentra ubicada en las coordenadas 38°1′57″N 89°34′3″O / 38.03250, -89.56750. Según la Oficina del Censo de los Estados Unidos, Cutler tiene una superficie total de 1.21 km², de la cual 1.21 km² corresponden a tierra firme y (0%) 0 km² es agua.

## Demografía
Según el censo de 2010, había 441 personas residiendo en Cutler. La densidad de población era de 363,05 hab./km². De los 441 habitantes, Cutler estaba compuesto por el 97.73% blancos, el 1.13% eran afroamericanos, el 0% eran amerindios, el 0% eran asiáticos, el 0% eran isleños del Pacífico, el 0.23% eran de otras razas y el 0.91% pertenecían a dos o más razas. Del total de la población el 0.45% eran hispanos o latinos de cualquier raza.